# Омен (фильм, 2003)
Омен (тайск. สังหรณ์, англ. Omen) — тайский мистический триллер 2003 года. Сценарий был написан братьями Пан. Главные роли исполнили Каве Таньярарак (Бим), Апичей Киттикорньяроен (Биг) и Воравей Данувонг (Дэн) — все члены популярной тайской поп-группы D2B.

## Сюжет
Начинают происходить странные вещи, после того как случай сводит трёх друзей Бига, Дэна и Бима с тремя незнакомками — старухой, которая говорит пророчества, маленькой девочкой, которая продаёт гирлянды на улице и девушкой по имени Аом. Ни один из трёх друзей не понимает, что между ними и этими тремя незнакомками существует связь. Начинает становится ясным то, что одному из друзей суждено умереть. Но кому? И почему?

## В ролях
| Актёр                  | Роль |
| ---------------------- | ---- |
| Каве Таньярарак        | Бим  |
| Апичей Киттикорньяроен | Биг  |
| Воравей Данувонг       | Дэн  |
| Супатчая Реунреунг     | Аом  |

## Критика
- «Это фильм о судьбе. Я был впечатлён как хорошо играют все актёры, несмотря на нехватку опыта. Фильм наполнен множеством нитей, которые сплетаются воедино в финале» — Майкл Ден Боер («10k Bullets»)[1].

- «Самая большая техническая и артистическая сила данной работы — это превосходная музыка и звуковые эффекты» — «Bearded Freak’s Reviews»[2].

- «Только для фанатов поп-группы D2B» — Майкл Хелмс («Digital Retribution»)[3].

- «В первый час фильма удаётся держать напряжение благодаря неплохому монтажу, приличной актёрской игре и атмосферному освещению. Однако, последние полчаса оказываются столь же эффективными, сколь и влажный порох» — Марк Бойделл («DVD Times»)[4].

- «Если бы концовка не оказалась такой неожиданной, то я бы сказал, что это довольно проходной ужастик» — Джон Уоллис («DVD Talk»)[5].

## Интересные факты
- Имена трёх друзей в фильме — это их псевдонимы в реальной жизни.
- После выпуска фильма, Апичей Киттикорньяроен попал в дорожно-транспортное происшествие, и его машина вылетела в загрязнённый канал в Бангкоке. После этого он оказался в коме. В итоге, он вышел из комы, но перенёс повреждение головного мозга. 9 декабря 2007 года он умер из-за осложнений.
- Дэн и Бим продолжили музыкальную карьеру уже в виде дуэта. Но позже группа распалась, и они стали продолжать карьеру по отдельности.